# Discografie van Freddy Quinn
Deze discografie is een overzicht van het muzikale werk van de Oostenrijkse schlagerzanger Freddy Quinn. Volgens de bronnen heeft hij tot nu toe meer dan 60 miljoen platen verkocht. Hij werd de eerste Duitse platenmiljonair en is een van de artiesten met de meeste platenverkopen in Duitsland. Zijn meest succesvolle publicatie is de single Heimweh (Dort, wo die Blumen blüh'n) met meer dan acht miljoen verkochte exemplaren. Heimweh werd ook Quinn's best verkochte publicatie in Duitsland en is niet alleen een van de best verkochte hits van het land, maar ook een van de best verkochte singles in Duitsland in het algemeen. Quinn heeft zes miljoen verkochte singles in Duitsland, meer dan wie dan ook. Bovendien had tot 2018 geen enkele soloartiest meer nummer 1-hits in Duitsland. Hij vierde in totaal zes nummer 1-successen in de Duitse hitlijsten, wat in 2018 voor het eerst werd overtroffen door de Duitse rapper Capital Bra.

## Albums

### Studioalbums
| Jaar | Titel                                                  | Hitlijstklassering | Hitlijstklassering | Hitlijstklassering | Opmerkingen                                                                       |
| Jaar | Titel                                                  | DE                 | AT                 | CH                 | Opmerkingen                                                                       |
| ---- | ------------------------------------------------------ | ------------------ | ------------------ | ------------------ | --------------------------------------------------------------------------------- |
| 1958 | Freddy                                                 | —                  | —                  | —                  | Eerste publicatie: 1958                                                           |
| 1958 | One in a Million                                       | —                  | —                  | —                  | Eerste publicatie: 1958                                                           |
| 1958 | Freddy e seus maiores sucessos                         | —                  | —                  | —                  | Eerste publicatie: 1958                                                           |
| 1961 | Das ist Freddy                                         | —                  | —                  | —                  | Eerste publicatie: 1961                                                           |
| 1961 | Auf hoher See                                          | 2 (16 weken)       | —                  | —                  | Eerste publicatie: 1961 Verkoop: + 500.000                                        |
| 1962 | Heimweh nach St. Pauli                                 | 2 (56 weken)       | —                  | —                  | Binnenkomst in hitlijst: 15 november 1962                                         |
| 1963 | Freddy auf großer Fahrt                                | —                  | —                  | —                  | Eerste publicatie: 1962                                                           |
| 1963 | In South Africa / Suid-Afrika                          | —                  | —                  | —                  | Eerste publicatie: 1963 in Zuid-Afrika                                            |
| 1964 | Freddy el millonario                                   | —                  | —                  | —                  | Eerste publicatie in Mexico                                                       |
| 1965 | Die Stimme der Heimat                                  | 10 (20 weken)      | —                  | —                  | Binnenkomst in hitlijst: 15 november 1965                                         |
| 1966 | Von Kontinent zu Kontinent                             | 9 (20 weken)       | —                  | —                  | Eerste publicatie: 1966                                                           |
| 1967 | Das Lied der Heimat                                    | —                  | —                  | —                  | Eerste publicatie: 1967                                                           |
| 1967 | Das große Wunschkonzert                                | 10 (24 weken)      | —                  | —                  | Binnenkomst in hitlijst: 15 november 1967                                         |
| 1967 | Freddy – Wunschkonzert                                 | —                  | —                  | —                  | Eerste publicatie: 1967                                                           |
| 1968 | Mexico Olé                                             | 16 (8 weken)       | —                  | —                  | Binnenkomst in hitlijst: 15 november 1968 met Los Tres Mexicanos, ook Viva Mexico |
| 1968 | Heimweh                                                | —                  | —                  | —                  | Eerste publicatie: 1968 in Nederland                                              |
| 1968 | Freddy Quinn en México                                 | —                  | —                  | —                  | Eerste publicatie: 1968 in Mexico                                                 |
| 1969 | Freddy auf hoher See, Folge 2                          | —                  | —                  | —                  | Eerste publicatie: 1969                                                           |
| 1969 | Meine Heimat ist das Meer                              | —                  | —                  | —                  | Eerste publicatie: 1969                                                           |
| 1970 | Der Junge von St. Pauli                                | —                  | —                  | —                  | Eerste publicatie: 1970                                                           |
| 1970 | Wo meine Sonne scheint                                 | —                  | —                  | —                  | Eerste publicatie: 1970                                                           |
| 1970 | Tennessee Saturday Night                               | —                  | —                  | —                  | Eerste publicatie: 1970                                                           |
| 1970 | Mein Wunschkonzert                                     | —                  | —                  | —                  | Eerste publicatie: 1970                                                           |
| 1971 | Freddy heute                                           | 48 (4 weken)       | —                  | —                  | Binnenkomst in hitlijst: 15 oktober 1971                                          |
| 1971 | Erinnerungen an Hans Albers                            | —                  | —                  | —                  | Eerste publicatie: 1971                                                           |
| 1972 | Bitte recht traurig                                    | —                  | —                  | —                  | Eerste publicatie: 1972                                                           |
| 1972 | Musical-Express                                        | —                  | —                  | —                  | Eerste publicatie: 1972                                                           |
| 1972 | Vorhang auf!                                           | —                  | —                  | —                  | Eerste publicatie: 1972                                                           |
| 1973 | Heute 2                                                | —                  | —                  | —                  | Eerste publicatie: 1973                                                           |
| 1973 | Überall ist es schön                                   | —                  | —                  | —                  | Eerste publicatie: 1973                                                           |
| 1975 | World Hits from International Musicals                 | —                  | —                  | —                  | Eerste publicatie: 1975                                                           |
| 1976 | It’s Country Time                                      | —                  | —                  | —                  | Eerste publicatie: 1976                                                           |
| 1976 | Gestern – heute                                        | —                  | —                  | —                  | Eerste publicatie: 1976                                                           |
| 1976 | Top Star                                               | —                  | —                  | —                  | Eerste publicatie: 1976                                                           |
| 1977 | Freddy Quinn singt die schönsten deutschen Volkslieder | —                  | —                  | —                  | Eerste publicatie: 1977                                                           |
| 1978 | Nimm mich mit, Freddy                                  | 5 (13 weken)       | 2 (20 weken)       | —                  | Binnenkomst in hitlijst: 16 oktober 1978 Verkoop: + 750.000                       |
| 1980 | Du hast mein Wort                                      | —                  | —                  | —                  | Eerste publicatie: 1980                                                           |
| 1981 | Country – Get Me Back to Tennessee                     | —                  | —                  | —                  | Eerste publicatie: 1981                                                           |
| 1982 | Und darum bin ich heute wieder hier                    | —                  | —                  | —                  | Eerste publicatie: 1982                                                           |
| 1982 | Freddy Quinn                                           | —                  | —                  | —                  | Eerste publicatie: 1982                                                           |
| 1984 | Blumen des Lebens – Melodien großer Meister            | —                  | —                  | —                  | Eerste publicatie: 1984                                                           |
| 1984 | Große Freiheit Nr. 7                                   | —                  | —                  | —                  | Eerste publicatie: 1984                                                           |
| 1985 | Nicht eine Stunde tut mir leid                         | —                  | —                  | —                  | Eerste publicatie: 1985                                                           |
| 1986 | Man ist so jung, wie man sich fühlt                    | —                  | —                  | —                  | Eerste publicatie: 1986                                                           |
| 1989 | Green Green Grass of Home                              | —                  | —                  | —                  | Eerste publicatie: 1989                                                           |
| 1990 | Kein schöner Land                                      | —                  | —                  | —                  | Eerste publicatie: 1990                                                           |
| 1991 | Heimweh, die Gitarre und das Meer                      | —                  | —                  | —                  | Eerste publicatie: 1991                                                           |
| 1992 | It’s Country Time                                      | —                  | —                  | —                  | Eerste publicatie: 1 maart 1992                                                   |
| 1993 | Wieder auf der Reise                                   | —                  | —                  | —                  | Eerste publicatie: 1993                                                           |
| 1995 | Die großen Erfolge                                     | —                  | —                  | —                  | Eerste publicatie: 1995                                                           |
| 1999 | Country Roads                                          | —                  | —                  | —                  | Eerste publicatie: 1999                                                           |

Meer studioalbums
- Lieblingsmelodien der Volksmusik
- Gestern – heute
- Vorhang auf! – Musical-Welterfolge

### Livealbums
| Jaar | Titel                                        | Hitlijstklassering | Hitlijstklassering | Hitlijstklassering | Opmerkingen                                                                          |
| Jaar | Titel                                        | DE                 | AT                 | CH                 | Opmerkingen                                                                          |
| ---- | -------------------------------------------- | ------------------ | ------------------ | ------------------ | ------------------------------------------------------------------------------------ |
| 1965 | Ein Abend mit Freddy                         | 7 (32 weken)       | —                  | —                  | Binnenkomst in hitlijst: 15 mei 1965                                                 |
| 1968 | Freddy live                                  | 26 (12 weken)      | —                  | —                  | Binnenkomst in hitlijst: 15 november 1968 met Medium-Terzett en Orchester James Last |
| 1976 | Ein Konzert mit dem Orchester Bert Kaempfert | —                  | —                  | —                  | Eerste publicatie: 1976                                                              |
| 2006 | Freddy Quinn In Concert                      | —                  | —                  | —                  | Eerste publicatie: 2006                                                              |

### Compilaties
| Jaar | Titel                                                   | Hitlijstklassering | Hitlijstklassering | Hitlijstklassering | Opmerkingen                            |
| Jaar | Titel                                                   | DE                 | AT                 | CH                 | Opmerkingen                            |
| ---- | ------------------------------------------------------- | ------------------ | ------------------ | ------------------ | -------------------------------------- |
| 1958 | Das Beste, das Schönste, das Neueste                    | —                  | —                  | —                  | Eerste publicatie: 1958                |
| 1962 | Los grandes exitos de Freddy                            | —                  | —                  | —                  | Eerste publicatie: 1962                |
| 1962 | Seine großen Erfolge 2                                  | —                  | —                  | —                  | Eerste publicatie: 1962                |
| 1963 | Die großen Erfolge                                      | —                  | —                  | —                  | Eerste publicatie: 1963                |
| 1963 | Seine großen Erfolge                                    | —                  | —                  | —                  | Eerste publicatie: 1963                |
| 1963 | Seine großen Erfolge II                                 | —                  | —                  | —                  | Eerste publicatie: 1963                |
| 1964 | Freddys goldene Erfolge                                 | —                  | —                  | —                  | Eerste publicatie: 1964                |
| 1969 | Einmal noch nach Bombay…                                | —                  | —                  | —                  | Eerste publicatie: 1969                |
| 1970 | Junge, komm bald wieder                                 | —                  | —                  | —                  | Eerste publicatie: 1970                |
| 1970 | Starportrait                                            | —                  | —                  | —                  | Eerste publicatie: 1970                |
| 1972 | Seine großen Erfolge                                    | —                  | —                  | —                  | Eerste publicatie: 1972                |
| 1973 | Freddy’s Favourites                                     | —                  | —                  | —                  | Eerste publicatie: 1973                |
| 1973 | Freddy’s Greatest Hits (in Engels en Duits)             | —                  | —                  | —                  | Eerste publicatie: 1973                |
| 1974 | Le disque d’or de / de gouden plaat van Freddy          | —                  | —                  | —                  | Eerste publicatie: 1974                |
| 1974 | Die Insel Niemandsland                                  | —                  | —                  | —                  | Eerste publicatie: 1974                |
| 1974 | Goldene Serie                                           | —                  | —                  | —                  | Eerste publicatie: 1974                |
| 1974 | Freddy                                                  | —                  | —                  | —                  | Eerste publicatie: 1974                |
| 1975 | Freddy                                                  | —                  | —                  | —                  | Eerste publicatie: 1975                |
| 1976 | Junge, komm bald wieder                                 | —                  | —                  | —                  | Eerste publicatie: 1976                |
| 1977 | Große Erfolge                                           | —                  | —                  | —                  | Eerste publicatie: 1977                |
| 1978 | In Gold                                                 | —                  | —                  | —                  | Eerste publicatie: 1978                |
| 1978 | An meine Freunde                                        | —                  | —                  | —                  | Eerste publicatie: 1978                |
| 1978 | Freddy                                                  | —                  | —                  | —                  | Eerste publicatie: 1978                |
| 1978 | Zijn grootste successen                                 | —                  | —                  | —                  | Eerste publicatie: 1978                |
| 1978 | Komm mit auf große Fahrt                                | 4 (11 weken)       | 5 (4 weken)        | —                  | Eerste publicatie: 1978                |
| 1978 | Das große Wunschkonzert                                 | —                  | —                  | —                  | Eerste publicatie: 1978                |
| 1978 | Eine Reise um die Welt                                  | —                  | —                  | —                  | Eerste publicatie: 1978                |
| 1979 | Portrait of Freddy                                      | —                  | —                  | —                  | Eerste publicatie: 1979                |
| 1979 | Mein Star                                               | —                  | —                  | —                  | Eerste publicatie: 1979                |
| 1980 | Zijn grote successen                                    | —                  | —                  | —                  | Eerste publicatie: 1980                |
| 1980 | Zijn grote successen                                    | —                  | —                  | —                  | Eerste publicatie: 1980                |
| 1980 | Starportrait                                            | —                  | —                  | —                  | Eerste publicatie: 1980                |
| 1982 | Heimweh                                                 | —                  | —                  | —                  | Eerste publicatie: 1982                |
| 1982 | Ein Dankeschön all meinen Freunden                      | —                  | —                  | —                  | Eerste publicatie: 1982                |
| 1983 | Ein Star und seine Erfolge                              | —                  | —                  | —                  | Eerste publicatie: 1983                |
| 1984 | Die Farben meiner Welt – Stationen einer Karriere       | —                  | —                  | —                  | Eerste publicatie: 1984                |
| 1984 | Blumen des Lebens                                       | —                  | —                  | —                  | Eerste publicatie: 1984                |
| 1985 | Große Freiheit Nr. 7                                    | —                  | —                  | —                  | Eerste publicatie: 1985                |
| 1986 | Die größten Erfolge                                     | —                  | —                  | —                  | Eerste publicatie: 1986                |
| 1986 | Ein Abend mit Freddy Quinn                              | —                  | —                  | —                  | Eerste publicatie: 1986                |
| 1987 | 1956–1965                                               | —                  | —                  | —                  | Eerste publicatie: 1987                |
| 1987 | Zijn allergrootste Hits                                 | —                  | —                  | —                  | Eerste publicatie: 1987                |
| 1987 | Freddy, die Gitarre und das Meer                        | —                  | —                  | —                  | Eerste publicatie: 1987                |
| 1987 | Heimweh… Dort wo die Blumen blüh’n                      | —                  | —                  | —                  | Eerste publicatie: 1987                |
| 1987 | Seul au monde                                           | —                  | —                  | —                  | Eerste publicatie: 1987                |
| 1987 | Have I Told You Lately That I Love You                  | —                  | —                  | —                  | Eerste publicatie: 1987                |
| 1987 | Die Gitarre und das Meer                                | —                  | —                  | —                  | Eerste publicatie: 1987                |
| 1987 | Weit ist der Weg                                        | —                  | —                  | —                  | Eerste publicatie: 1987                |
| 1988 | Das große deutsche Schlager-Archiv                      | —                  | —                  | —                  | Eerste publicatie: 1988                |
| 1988 | Die großen Erfolge                                      | —                  | —                  | —                  | Eerste publicatie: 1988 met Paola      |
| 1989 | Star-Portrait                                           | —                  | —                  | —                  | Eerste publicatie: 1989                |
| 1989 | In Hamburg, da bin ich zu Haus                          | —                  | —                  | —                  | Eerste publicatie: 1989                |
| 1990 | Junge, komm bald wieder                                 | —                  | —                  | —                  | Eerste publicatie: 1990                |
| 1990 | Gold                                                    | —                  | —                  | —                  | Eerste publicatie: 1990                |
| 1991 | Schön war die Zeit – die großen Erfolge                 | —                  | —                  | —                  | Eerste publicatie: 1991                |
| 1992 | Take Me Home, Country Roads                             | —                  | —                  | —                  | Eerste publicatie: 1992                |
| 1992 | Die Großen Erfolge Vol. 2                               | —                  | —                  | —                  | Eerste publicatie: 1992                |
| 1992 | Great Country & Western Hits                            | —                  | —                  | —                  | Eerste publicatie: 1992                |
| 1992 | Die schönsten Weihnachtslieder                          | —                  | —                  | —                  | Eerste publicatie: 1992 met Jonny Hill |
| 1992 | Die Großen Erfolge Vol. 1                               | —                  | —                  | —                  | Eerste publicatie: 1992                |
| 1992 | Freddy Quinn singt die schönsten deutschen Volkslieder  | —                  | —                  | —                  | Eerste publicatie: 1992                |
| 1993 | Auf hoher See                                           | —                  | —                  | —                  | Eerste publicatie: 1993                |
| 1993 | Lieder für Millionen                                    | —                  | —                  | —                  | Eerste publicatie: 1993                |
| 1993 | Jetzt kommen die lustigen Tage                          | —                  | —                  | —                  | Eerste publicatie: 1993                |
| 1993 | Freddy Quinn                                            | —                  | —                  | —                  | Eerste publicatie: 1993                |
| 1994 | Weihnachten mit Freddy Quinn                            | —                  | —                  | —                  | Eerste publicatie: 1994                |
| 1994 | Der Junge von St. Pauli                                 | —                  | —                  | —                  | Eerste publicatie: 1994                |
| 1994 | Der Junge von St. Pauli                                 | —                  | —                  | —                  | Eerste publicatie: 1994                |
| 1994 | Heimatlos sind viele auf der Welt                       | —                  | —                  | —                  | Eerste publicatie: 1994                |
| 1995 | Große Freiheit Nr. 7                                    | —                  | —                  | —                  | Eerste publicatie: 1995                |
| 1995 | Die großen Erfolge                                      | —                  | —                  | —                  | Eerste publicatie: 1995                |
| 1995 | The Best of Freddy Quinn                                | —                  | —                  | —                  | Eerste publicatie: 1995                |
| 1995 | Meine schönsten Lieder                                  | —                  | —                  | —                  | Eerste publicatie: 1995                |
| 1995 | Meine schönsten Lieder 2                                | —                  | —                  | —                  | Eerste publicatie: 1995                |
| 1995 | Meine schönsten Lieder 1                                | —                  | —                  | —                  | Eerste publicatie: 1995                |
| 1996 | Schön war die Zeit                                      | 33 (8 weken)       | —                  | —                  | Eerste publicatie: 10 september 1996   |
| 1996 | Sehnsucht nach der Ferne                                | —                  | —                  | —                  | Eerste publicatie: 1996                |
| 1997 | Junge, komm bald wieder                                 | —                  | —                  | —                  | Eerste publicatie: 1997                |
| 1997 | Junge, komm bald wieder: Seine größten Erfolge          | —                  | —                  | —                  | Eerste publicatie: 1997                |
| 1998 | Mein ganzes Leben ist Musik                             | —                  | —                  | —                  | Eerste publicatie: 1998                |
| 1998 | Freddy Quinn                                            | —                  | —                  | —                  | Eerste publicatie: 1998                |
| 1998 | Seine schönsten Lieder                                  | —                  | —                  | —                  | Eerste publicatie: 1998                |
| 1998 | Das beste von Freddy Quinn                              | —                  | —                  | —                  | Eerste publicatie: 1998                |
| 1998 | Freddy Quinn                                            | —                  | —                  | —                  | Eerste publicatie: 1998                |
| 1998 | Seine größten Erfolge                                   | —                  | —                  | —                  | Eerste publicatie: 1998                |
| 1999 | Heute 1&2                                               | —                  | —                  | —                  | Eerste publicatie: 1999                |
| 1999 | Hitbox – CD2                                            | —                  | —                  | —                  | Eerste publicatie: 1999                |
| 2000 | Fernweh und Sehnsucht                                   | —                  | —                  | —                  | Eerste publicatie: 2000                |
| 2000 | Der Junge von St. Pauli (herinneringen aan Hans Albers) | —                  | —                  | —                  | Eerste publicatie: 2000                |
| 2000 | Freddy auf hoher See                                    | —                  | —                  | —                  | Eerste publicatie: 2000                |
| 2000 | Junge, komm bald wieder                                 | —                  | —                  | —                  | Eerste publicatie: 2000                |
| 2001 | Lieder, die das Leben schrieb                           | 75 (2 weken)       | —                  | —                  | Eerste publicatie: 17 september 2001   |
| 2001 | Wir lieben ihn, Folge 1                                 | —                  | —                  | —                  | Eerste publicatie: 2001                |
| 2001 | Wir lieben ihn, Folge 2                                 | —                  | —                  | —                  | Eerste publicatie: 2001                |
| 2002 | In Hamburg sind die Nächte lang                         | —                  | —                  | —                  | Eerste publicatie: 2002                |
| 2002 | Unter fremden Sternen                                   | —                  | —                  | —                  | Eerste publicatie: 2002                |
| 2002 | Seine größten Erfolge                                   | —                  | —                  | —                  | Eerste publicatie: 2002                |
| 2002 | Seine großen Erfolge                                    | —                  | —                  | —                  | Eerste publicatie: 2002                |
| 2002 | Herzlichst                                              | —                  | —                  | —                  | Eerste publicatie: 2002                |
| 2003 | Meine Welt ist die Musik                                | —                  | —                  | —                  | Eerste publicatie: 2003                |
| 2003 | It’s Country Time                                       | —                  | —                  | —                  | Eerste publicatie: 2003                |
| 2004 | Mein Portrait                                           | —                  | —                  | —                  | Eerste publicatie: 2004                |
| 2004 | Der Junge von St. Pauli                                 | —                  | —                  | —                  | Eerste publicatie: 2004                |
| 2004 | Star Collection                                         | —                  | —                  | —                  | Eerste publicatie: 2004                |
| 2005 | Freddy Quinn                                            | —                  | —                  | —                  | Eerste publicatie: 2005                |
| 2005 | Meine besten                                            | —                  | —                  | —                  | Eerste publicatie: 2005                |
| 2006 | Tausend Meilen von zu Haus…                             | —                  | —                  | —                  | Eerste publicatie: 2006                |
| 2006 | Heimweh                                                 | —                  | —                  | —                  | Eerste publicatie: 2006                |
| 2007 | So schön war die Zeit…                                  | —                  | —                  | —                  | Eerste publicatie: 2007                |
| 2007 | Meine Weihnacht                                         | —                  | —                  | —                  | Eerste publicatie: 2007                |
| 2008 | Grammophon-Nostalgie                                    | —                  | —                  | —                  | Eerste publicatie: 2008                |
| 2008 | Seine großen Erfolge                                    | —                  | —                  | —                  | Eerste publicatie: 2008                |
| 2008 | Various – 25 Lieder                                     | —                  | —                  | —                  | Eerste publicatie: 2008                |
| 2008 | Einmal in Tampico                                       | —                  | —                  | —                  | Eerste publicatie: 2008                |
| 2008 | Freddy Quinn                                            | —                  | —                  | —                  | Eerste publicatie: 2008                |
| 2011 | Die Stimme des Herzens                                  | —                  | —                  | —                  | Eerste publicatie: 2011                |
| 2012 | Seemannslieder                                          | —                  | —                  | —                  | Eerste publicatie: 2012                |
| 2014 | Hits & Raritäten                                        | —                  | —                  | —                  | Eerste publicatie: 2014                |
| 2014 | Album-Box                                               | —                  | —                  | —                  | Eerste publicatie: 2014                |
| 2015 | Die Gold-Edition                                        | —                  | —                  | 71 (1 week)        | Binnenkomst in hitlijst: 26 juni 2016  |
| 2017 | Album-Box 2                                             | —                  | —                  | —                  | Eerste publicatie: 2017                |
| 2019 | Freddy Quinn                                            | —                  | —                  | —                  | Eerste publicatie: 2019                |
| 2019 | The Album                                               | —                  | —                  | —                  | Eerste publicatie: 2019                |
| 2021 | Die große Dankeschön-Edition                            | —                  | —                  | —                  | Eerste publicatie: 2021                |
| 2021 | Alle Abenteuer dieser Erde                              | —                  | —                  | —                  | Eerste publicatie: 2021                |
| 2021 | Jubilo                                                  | —                  | —                  | —                  | Eerste publicatie: 2021                |

Meer compilaties
| - Country Time - Komm, ich zeige dir die Welt - 20 Freddy-Erfolge - Volkslieder-Hits - Volkslieder-Hits - Tom Astor – Trucker-Weihnacht (met Truck Stop) - Doppel Star – Country Dreams (met Dave Dudley) - 32 Goldene Erfolge - Freddy Quinn – CD2 - Starportrait - Seemann, weit bist du gefahren - Jubiläumsedition, 80 Jahre - Meine großen Hits - Mit seinen größten Erfolgen - Auf hoher See - Ich möcht’ so gern Dave Dudley hör’n (met Peter Held & Jonny Hill) - Die großen Erfolge - Freddy Quinn - Seemann, deine Heimat ist das Meer - La Paloma - Stargala - Seine größten Erfolge - Unter fremden Sternen - Die großen 12 - Der Legionär - Die großen vier: Schlager 1963 (met Mina, Martin Lauer & Medium-Terzett) - Herzlichst - Die schönsten Weihnachtslieder - 32 unvergessliche Hits - Die ganz großen Hits Vol. 1 | - Schön war die Zeit - Truck Gold - Seine großen Hits - Das große Wunschkonzert - Freddy Quinn – CD3 - Die Schönsten Shanties & Meer (met Heidi Kabel & Jonny Hill) - Meine Welt (Ein goldenes Starportrait) - Mit seinen größten Erfolgen – Von 'Heimweh' Bis Heute - It’s Country Time - Die großen Erfolge - Freddy Quinn und seine schönsten Melodien - Die ganz großen Hits Vol. 2 - Morning Sky - Lieder, die das Leben schrieb - Meine größten Hits - Ausgewählte Goldstücke - Die aktuelle Polydor-Schlagerrakete (met Connie Francis, Ivo Robić & Lill Lindfors) - De grootste successen van Freddy - Junge, komm bald wieder - Freddy Quinn - Golden-Stars-Nostalgie - Junge, komm’ bald wieder - Unter fremden Sternen - Sonderedition – 120 große Erfolge - Freddy ★ Lolita ★ Peter Kraus (met Lolita & Peter Kraus) - Zijn grootste successen Deel 2 - Freddy Quinn – CD1 - Die schönsten Weihnachtslieder - Heimweh |

### Soundtracks
| Jaar | Titel                          | Hitlijstklassering | Hitlijstklassering | Hitlijstklassering | Opmerkingen                         |
| Jaar | Titel                          | DE                 | AT                 | CH                 | Opmerkingen                         |
| ---- | ------------------------------ | ------------------ | ------------------ | ------------------ | ----------------------------------- |
| 1961 | Freddy und der Millionär       |                    |                    |                    |                                     |
| 1964 | Freddy und das Lied der Prärie | 4 (28 weken)       | —                  | —                  | Eerste publicatie: 15 juli 1964     |
| 1965 | Freddy, Tiere, Sensationen     | 26 (8 weken)       | —                  | —                  | Eerste publicatie: 15 februari 1965 |

### EP's
| Jaar | Titel                                                                                         | Hitlijstklassering | Hitlijstklassering | Hitlijstklassering | Opmerkingen                       |
| Jaar | Titel                                                                                         | DE                 | AT                 | CH                 | Opmerkingen                       |
| ---- | --------------------------------------------------------------------------------------------- | ------------------ | ------------------ | ------------------ | --------------------------------- |
| 1956 | Heimweh auf großer Fahrt                                                                      | —                  | —                  | —                  | Eerste publicatie: november 1956  |
| 1957 | Fernweh und Sehnsucht                                                                         | —                  | —                  | —                  | Eerste publicatie: juli 1957      |
| 1957 | Die große Chance                                                                              | —                  | —                  | —                  | Eerste publicatie: november 1957  |
| 1957 | Voilà Freddy!                                                                                 | —                  | —                  | —                  | Eerste publicatie: 1957           |
| 1958 | Heimatlos                                                                                     | —                  | —                  | —                  | Eerste publicatie: september 1958 |
| 1959 | Here’s Freddy!                                                                                | —                  | —                  | —                  | Eerste publicatie: 1959           |
| 1959 | Unter fremden Sternen                                                                         | —                  | —                  | —                  | Eerste publicatie: 1959           |
| 1959 | Die Gitarre und das Meer                                                                      | —                  | —                  | —                  | Eerste publicatie: juli 1959      |
| 1959 | Heimweh / Heimatlos                                                                           | —                  | —                  | —                  | Eerste publicatie: 1959           |
| 1960 | La Guitarra Brasiliana                                                                        | —                  | —                  | —                  | Eerste publicatie: 1960           |
| 1960 | Weit ist der Weg                                                                              | —                  | —                  | —                  | Eerste publicatie: oktober 1960   |
| 1960 | Freddy und die Melodie der Nacht                                                              | —                  | —                  | —                  | Eerste publicatie: 1960           |
| 1960 | Die Gitarre und das Meer                                                                      | —                  | —                  | —                  | Eerste publicatie: 1960           |
| 1961 | J’ai besoin de ton amour                                                                      | —                  | —                  | —                  | Eerste publicatie: 1961           |
| 1961 | Canta bzw. Freddy – Canta                                                                     | —                  | —                  | —                  | Eerste publicatie: 1961           |
| 1961 | Nur der Wind                                                                                  | —                  | —                  | —                  | Eerste publicatie: 1961           |
| 1961 | Freddy unter fremden Sternen                                                                  | —                  | —                  | —                  | Eerste publicatie: 1961           |
| 1961 | La Paloma                                                                                     | —                  | —                  | —                  | Eerste publicatie: 1961           |
| 1962 | Freddy und das Lied der Südsee                                                                | —                  | —                  | —                  | Eerste publicatie: 1962           |
| 1962 | Freddy und der Millionär (origineel beeldmateriaal uit de gelijknamige Divina Gloria-film)    | —                  | —                  | —                  | Eerste publicatie: 1962           |
| 1962 | La Paloma / De Hamborger Veermaster / Rolling Home / What Shall We Do With the Drunken Sailor | —                  | —                  | —                  | Eerste publicatie: 1962           |
| 1962 | Die großen Vier von Freddy                                                                    | —                  | —                  | —                  | Eerste publicatie: 1962           |
| 1962 | Junge, komm bald wieder                                                                       | —                  | —                  | —                  | Eerste publicatie: 1962           |
| 1962 | Aló-Ahe                                                                                       | —                  | —                  | —                  | Eerste publicatie: 1962           |
| 1963 | La guitarra y el mar                                                                          | —                  | —                  | —                  | Eerste publicatie: 1963           |
| 1963 | Heimweh nach St. Pauli                                                                        | —                  | —                  | —                  | Eerste publicatie: 1963           |
| 1963 | Freddy En TVE, Canta En Español                                                               | —                  | —                  | —                  | Eerste publicatie: 1963           |
| 1963 | La Paloma                                                                                     | —                  | —                  | —                  | Eerste publicatie: 1963           |
| 1963 | Lass’ mich noch einmal in die Ferne                                                           | —                  | —                  | —                  | Eerste publicatie: 1963           |
| 1963 | Freddy und das Lied der Südsee                                                                | —                  | —                  | —                  | Eerste publicatie: 1963           |
| 1964 | Noche De Paz / Es La Paz Que Canta / O Tannenbaum / Ave Maria                                 | —                  | —                  | —                  | Eerste publicatie: 1964           |
| 1964 | Gib mir dein Wort                                                                             | —                  | —                  | —                  | Eerste publicatie: 1964           |
| 1964 | Nuevas Canciones En Español                                                                   | —                  | —                  | —                  | Eerste publicatie: 1964           |
| 1964 | Navidad En Alta Mar                                                                           | —                  | —                  | —                  | Eerste publicatie: 1964           |
| 1965 | Vergangen, vergessen, vorüber                                                                 | —                  | —                  | —                  | Eerste publicatie: 1965           |
| 1965 | Canta En Español                                                                              | —                  | —                  | —                  | Eerste publicatie: 1965           |
| 1966 | Hundert Mann und ein Befehl / In 24 Stunden / Eine Handvoll Reis / Wir                        | —                  | —                  | —                  | Eerste publicatie: 1966           |
| 1966 | Abschied vom Meer                                                                             | —                  | —                  | —                  | Eerste publicatie: 1966           |
| 1967 | Hundert Mann und ein Befehl / Abschied vom Meer / Junge, komm bald wieder / La Paloma         | —                  | —                  | —                  | Eerste publicatie: 1967           |
| 1975 | Die großen Vier – Folge 2                                                                     | —                  | —                  | —                  | Eerste publicatie: 1975           |
| 1978 | La Guitarra Brasiliana                                                                        | —                  | —                  | —                  | Eerste publicatie: 1978           |
| 1987 | It’s Country Time – Welterfolge und neue Songs                                                | —                  | —                  | —                  | Eerste publicatie: 1987           |
| 1992 | Ready for Freddy (Dance-Floor-Medley)                                                         | —                  | —                  | —                  | Eerste publicatie: 1992           |
| 1992 | Die Gitarre und das Meer 2000                                                                 | —                  | —                  | —                  | Eerste publicatie: 1992           |
| 1993 | Wieder auf der Reise                                                                          | —                  | —                  | —                  | Eerste publicatie: 1993           |

Meer EP's
- La Paloma / Too Much Monkey Business
- Freddy

### Kerstalbums
| Jaar | Titel                                             | Hitlijstklassering | Hitlijstklassering | Hitlijstklassering | Opmerkingen                                |
| Jaar | Titel                                             | DE                 | AT                 | CH                 | Opmerkingen                                |
| ---- | ------------------------------------------------- | ------------------ | ------------------ | ------------------ | ------------------------------------------ |
| 1963 | Weihnachten auf hoher See                         | 1 ×2 (24 weken)    | —                  | —                  | Eerste publicatie: 1963 Verkoop: + 500.000 |
| 1972 | Weihnachten mit Freddy                            | —                  | —                  | —                  | Eerste publicatie: 1972                    |
| 1991 | Freddy Quinn ’91 – Die schönsten Weihnachtslieder | —                  | —                  | —                  | Eerste publicatie: 1991                    |
| 1996 | Freddy Quinn singt die schönsten Weihnachtslieder | —                  | —                  | —                  | Eerste publicatie: 1996                    |

Meer kerstalbums
- Die schönsten Weihnachtslieder

### Remasterings
| Jaar | Titel        | Hitlijstklassering | Hitlijstklassering | Hitlijstklassering | Opmerkingen             |
| Jaar | Titel        | DE                 | AT                 | CH                 | Opmerkingen             |
| ---- | ------------ | ------------------ | ------------------ | ------------------ | ----------------------- |
| 2017 | Freddy Quinn | —                  | —                  | —                  | Eerste publicatie: 2017 |

### Albums als gastmuzikant
| Jaar | Titel                                                               | Hitlijstklassering | Hitlijstklassering | Hitlijstklassering | Opmerkingen             |
| Jaar | Titel                                                               | DE                 | AT                 | CH                 | Opmerkingen             |
| ---- | ------------------------------------------------------------------- | ------------------ | ------------------ | ------------------ | ----------------------- |
| 1963 | Heimweh nach St. Pauli                                              | —                  | —                  | —                  | Eerste publicatie: 1963 |
| 1968 | Live – Ausschnitte aus der großen Freddy-Europa-Tournee             | —                  | —                  | —                  | Eerste publicatie: 1968 |
| 1976 | Ein Show-Konzert mit Bert Kaempfert und seinem Orchester und Gästen | —                  | —                  | —                  | Eerste publicatie: 1976 |

## Singles

### Als leadmuzikant
| Jaar | Titel Album                                                                                                  | Hitlijstklassering | Hitlijstklassering | Hitlijstklassering | Opmerkingen                                                                     |
| Jaar | Titel Album                                                                                                  | DE                 | AT                 | CH                 | Opmerkingen                                                                     |
| ---- | --- | ------------------ | ------------------ | ------------------ | ------------------------------------------------------------------------------- |
| 1956 | Heimweh (Dort, wo die Blumen blüh’n) –                                                                       | 1 ×2 (52 weken)    | —                  | —                  | Eerste publicatie: juni 1956 Verkoop: + 8.000.000                               |
| 1956 | So geht das jede Nacht –                                                                                     | 19 (12 weken)      | —                  | —                  | Eerste publicatie: juni 1956 Duitse bijdrage aan het ESC 1956                   |
| 1956 | Rosalie – | 2 (32 weken)       | —                  | —                  | Eerste publicatie: juni 1956                                                    |
| 1956 | Bel Sante –                                                                                                  | 10 (24 weken)      | —                  | —                  | Eerste publicatie: oktober 1956                                                 |
| 1956 | Endlose Nächte –                                                                                             | 27 (4 weken)       | —                  | —                  | Eerste publicatie: oktober 1956 met Die Dominos / Bert Kaempfert en zijn orkest |
| 1957 | Wer das vergisst –                                                                                           | 7 (16 weken)       | —                  | —                  | Eerste publicatie: februari 1957                                                |
| 1957 | Heimatlos –                                                                                                  | 2 (32 weken)       | —                  | —                  | Binnenkomst in hitlijst: 1 maart 1957 Verkoop: + 1.000.000                      |
| 1957 | Einmal in Tampico –                                                                                          | 5 (20 weken)       | —                  | —                  | Eerste publicatie: juli 1957                                                    |
| 1957 | Ich bin ein Vagabund –                                                                                       | 15 (12 weken)      | —                  | —                  | Eerste publicatie: november 1957                                                |
| 1957 | Ein armer Mulero –                                                                                           | 25 (8 weken)       | —                  | —                  | Eerste publicatie: november 1957                                                |
| 1958 | Sabrina – | 29 (4 weken)       | —                  | —                  | Eerste publicatie: februar 1958                                                 |
| 1958 | Der Legionär –                                                                                               | 7 (24 weken)       | —                  | —                  | Binnenkomst in hitlijst: 1 juni 1958                                            |
| 1958 | Ich bin bald wieder hier –                                                                                   | 8 (20 weken)       | —                  | —                  | Eerste publicatie: augustus 1958                                                |
| 1959 | Die Gitarre und das Meer The Guitar and the Sea (Amerikaanse versie) La guitarra y el mar (Spaanse versie) – | 1 (44 weken)       | —                  | —                  | Eerste publicatie: januari 1959 Verkoop: + 1.000.000                            |
| 1959 | Unter fremden Sternen (fährt ein weißes Schiff nach Hongkong) –                                              | 1 (36 weken)       | —                  | —                  | Eerste publicatie: oktober 1959 Verkoop: + 1.000.000                            |
| 1959 | Du musst alles vergessen (Ay ay ay Amigo) –                                                                  | 14 (20 weken)      | —                  | —                  | Eerste publicatie: oktober 1959                                                 |
| 1960 | Melodie der Nacht Melody of the Night (Amerikaanse versie) –                                                 | 4 (32 weken)       | —                  | —                  | Eerste publicatie: april 1960                                                   |
| 1960 | Irgendwann gibt’s ein Wiedersehn –                                                                           | 7 (32 weken)       | —                  | —                  | Eerste publicatie: april 1960                                                   |
| 1960 | Weit ist der Weg –                                                                                           | 4 (20 weken)       | —                  | —                  | Eerste publicatie: september 1960                                               |
| 1960 | La guitarra brasiliana –                                                                                     | 16 (16 weken)      | —                  | —                  | Eerste publicatie: november 1960                                                |
| 1961 | Wenn die Sehnsucht nicht wär –                                                                               | 11 (16 weken)      | —                  | —                  | Eerste publicatie: maart 1961                                                   |
| 1961 | So viel Träume (Eine Fischer-Ballade) –                                                                      | 28 (4 weken)       | —                  | —                  | Eerste publicatie: mei 1961                                                     |
| 1961 | La Paloma –                                                                                                  | 1 (28 weken)       | —                  | —                  | Eerste publicatie: juni 1961 Verkoop: + 1.000.000                               |
| 1962 | Alo-Ahé – | 5 (20 weken)       | —                  | —                  | Eerste publicatie: februari 1962                                                |
| 1962 | Keine Bange, Lieselotte –                                                                                    | 9 (12 weken)       | —                  | —                  | Eerste publicatie: oktober 1962                                                 |
| 1962 | Junge, komm bald wieder –                                                                                    | 1 ×2 (24 weken)    | —                  | —                  | Eerste publicatie: november 1962 Verkoop: + 2.100.000                           |
| 1963 | (Allein wie du) Lass mich noch einmal in die Ferne –                                                         | 3 (24 weken)       | —                  | —                  | Eerste publicatie: augustus 1963                                                |
| 1964 | Gib mir dein Wort –                                                                                          | 5 (20 weken)       | —                  | —                  | Eerste publicatie: februari 1964                                                |
| 1964 | In the Wild Wild West –                                                                                      | 31 (8 weken)       | —                  | —                  | Eerste publicatie: juni 1964                                                    |
| 1964 | Vergangen vergessen vorüber / So ein Tag, so wunderschön wie heute –                                         | 4 (18 weken)       | 1 (8 weken)        | —                  | Eerste publicatie: oktober 1964 Verkoop: + 1.800.000                            |
| 1965 | Der Himmel der Pferde –                                                                                      | —                  | 2 (4 weken)        | —                  | Binnenkomst in hitlijst: 15 februari 1965                                       |
| 1965 | 5000 Meilen von zu Haus’ –                                                                                   | 5 (16 weken)       | 10 (4 weken)       | —                  | Eerste publicatie: juni 1965                                                    |
| 1965 | Abschied vom Meer –                                                                                          | 5 (14 weken)       | 8 (4 weken)        | —                  | Eerste publicatie: november 1965                                                |
| 1966 | Hundert Mann und ein Befehl –                                                                                | 1 (20 weken)       | 3 (12 weken)       | —                  | Eerste publicatie: maart 1966 Verkoop: + 980.000                                |
| 1966 | Eine Handvoll Reis –                                                                                         | 6 (12 weken)       | 7 (4 weken)        | —                  | Eerste publicatie: oktober 1966                                                 |
| 1967 | Morgen beginnt die Welt –                                                                                    | 7 (16 weken)       | 18 (8 weken)       | —                  | Eerste publicatie: april 1967                                                   |
| 1967 | Seemann, weit bist du gefahren –                                                                             | 6 (12 weken)       | 20 (4 weken)       | —                  | Eerste publicatie: november 1967                                                |
| 1968 | Don Diri Don –                                                                                               | 22 (6 weken)       | —                  | —                  | Eerste publicatie: juni 1968                                                    |
| 1968 | Deine Welt – Meine Welt –                                                                                    | 14 (10 weken)      | —                  | —                  | Eerste publicatie: september 1968                                               |
| 1969 | Alle Abenteuer dieser Erde –                                                                                 | 14 (8 weken)       | —                  | —                  | Binnenkomst in hitlijst: 1 april 1969                                           |
| 1969 | Als ich noch ein Junge war –                                                                                 | 30 (2 weken)       | —                  | —                  | Binnenkomst in hitlijst: 1 november 1969                                        |
| 1970 | River-Melodie –                                                                                              | 29 (8 weken)       | —                  | —                  | Binnenkomst in hitlijst: 15 november 1970                                       |
| 1971 | St. Helena (Wer denkt daran, wie bald sich alles ändern kann) –                                              | 17 (23 weken)      | —                  | —                  | Binnenkomst in hitlijst: 29 maart 1971                                          |
| 1971 | Michael und Robert –                                                                                         | 26 (6 weken)       | —                  | —                  | Binnenkomst in hitlijst: 20 september 1971                                      |
| 1972 | Ein Mädchen und ein Matrose –                                                                                | 38 (5 weken)       | —                  | —                  | Binnenkomst in hitlijst: 24 juli 1972                                           |
| 1976 | Morning Sky –                                                                                                | 22 (11 weken)      | —                  | —                  | Eerste publicatie: 2 januari 1976                                               |
| 1980 | Istanbul ist weit –                                                                                          | 46 (10 weken)      | —                  | —                  | Eerste publicatie: 3 januari 1980                                               |

Meer singles
| - 1955: The Banana Boat Song - 1955: I’m Coming Home - 1955: Ain’t Misbehavin’ - 1956: Sie hieß Mary-Ann - 1958: If You Do That to Him (Someday You’ll Do It to Me) - 1963: Laß mich noch einmal in die Ferne - 1963: Weihnacht im Schnee - 1963: The Lonesome Star - 1964: Adios Mexico - 1964: By the Way - 1964: Son, Won’t You Come Back - 1965: Along the Shore - 1965: Spanish Eyes - 1968: Hijo vuelve pronto - 1970: Die Barke Einsamkeit (Adios muchachos adios) - 1970: Der Junge von St. Pauli - 1970: Lili Marleen - 1972: Liebe ist mehr als ein Wort - 1972: Jeder Abschied kann ein neuer Anfang sein - 1972: Sankt Niklas war ein Seemann - 1973: Der rote Korsar - 1973: Hamburg - 1973: Erinnerungen an Athen - 1973: Mensch, Kuddel, wach auf! - 1974: Das große Spiel (Bijdrage aan de WK-finale voetbal 1974) | - 1974: Die Insel Niemandsland - 1975: Ein Mann kehrt heim - 1976: Solang die Sonne scheint - 1976: Marie, ich komm’ zu dir (Engelse versie: Marie, I’m Comin’ Home) - 1977: Sag mir wo (mit Orchester Bert Kaempfert) - 1977: Im Supermarkt, gleich nebenan - 1977: Freunde der Nacht - 1978: Komm, ich zeige dir die Welt - 1979: Loreen - 1979: Cowboy kaputt (Festus & Freddy Quinn) - 1980: Du hast Tränen im Gesicht - 1981: Get Me Back to Tennessee - 1981: Die besten Jahre deines Lebens - 1981: Der Groschen fällt manchmal zu spät - 1982: Wer dem Wind gehört - 1982: Adios Maria - 1983: Weil ich dich wirklich liebe - 1983: Die Nacht von Casablanca - 1984: Manchmal bei Nacht - 1984: Blumen des Lebens - 1984: Grosse Freiheit Nr. 7 - 1985: Nicht eine Stunde tut mir leid - 1986: Hamburg-City - 1987: Hit Come Back 37 - 1999: Alle Menschen dieser Erde |

### Als gastmuzikant
- 1990: Das gibt’s nur auf der Reeperbahn bei Nacht (Heidi Kabel feat. Freddy Quinn)

## Videoalbums
| Jaar | Titel            | Hitlijstklassering | Hitlijstklassering | Hitlijstklassering | Opmerkingen                        |
| Jaar | Titel            | DE                 | AT                 | CH                 | Opmerkingen                        |
| ---- | ---------------- | ------------------ | ------------------ | ------------------ | ---------------------------------- |
| 2016 | Die Gold Edition | —                  | —                  | 7 (3 weken)        | Eerste publicatie: 22 januari 2016 |

Meer videoalbums
- 1998: Freddy und das Lied der Prärie
- 2002: Lieder, die das Leben schrieb
- 2007: Große Erfolge – Live

## Statistiek

### Evaluatie
|                         | DE | AT | CH |
| ----------------------- | -- | -- | -- |
| Nummer 1-albums         | 1  | —  | —  |
| Top 10-albums           | 10 | 2  | —  |
| Albums in de hitlijsten | 18 | 2  | —  |

|                          | DE | AT | CH |
| ------------------------ | -- | -- | -- |
| Nummer 1-singles         | 6  | 1  | —  |
| Top 10-singles           | 26 | 6  | —  |
| Singles in de hitlijsten | 46 | 8  | —  |

|                              | DE | AT | CH |
| ---------------------------- | -- | -- | -- |
| Nummer 1-videoalbums         | —  | —  | —  |
| Top 10-videoalbums           | —  | —  | 1  |
| Videoalbums in de hitlijsten | —  | —  | 1  |

### Onderscheidingen voor muziekverkoop
Omdat gouden platen tot 1975 in Duitsland werden uitgereikt door de betreffende platenproducent volgens niet-uniforme en niet-officieel gecontroleerde criteria, worden de onderliggende verkoopcijfers hieronder gegeven. Andere onderscheidingen die na 1975 door de BVMI werden uitgereikt, zijn te vinden in de tabellen met grafieken.
| Gouden Plaat - Duitsland - 1967: voor 250.000 verkochte albums Freddy auf hoher See - Nederland - 1963: voor 100.000 verkochte singles Junge, komm bald wieder 2× Gouden Plaat - Duitsland - 1969: voor 500.000 verkochte albums Weihnachten auf hoher See | Platina Plaat - Duitsland - 1958: voor een miljoen verkochte singles Heimatlos - 1959: voor een miljoen verkochte singles Die Gitarre und das Meer - 1960: voor een miljoen verkochte singles Unter fremden Sternen - 1962: voor een miljoen verkochte singles La Paloma - Nederland - 1979: voor 100.000 verkochte albums Zijn grootste Successen 2× Platina Plaat - Duitsland - 1958: voor twee miljoen verkochte singles Heimweh - 1967: voor twee miljoen verkochte singles Junge, komm bald wieder |

|                  | Goud | Platina | Verkoop   | Bronnen           |
| ---------------- | ---- | ------- | --------- | ----------------- |
| Duitsland (BVMI) | 4    | 8       | 9.250.000 | musikindustrie.de |
| Nederland (NVPI) | 1    | 1       | 200.000   | nvpi.nl⁠           |
| Totaal           | 5    | 9       |           |                   |

Een Gouden Plaat die in 1977 werd uitgereikt voor één miljoen verkochte platen in Nederland wordt niet meegerekend omdat het niet om een enkel nummer gaat.